# Бой Леонарда против Кушинга
«Бой Леонарда против Кушинга» (англ. Leonard-Cushing Fight) — американский короткометражный фильм Уильяма Диксона и Уильяма Хейза. Премьера фильма состоялась 4 августа 1894 года.

## Сюжет
Фильм показывает поединок двух бойцов, Майка Леонарда и Джека Кушинга, за которым внимательно наблюдают пять болельщиков, опирающихся на канаты, и судья, который почти не двигается.

## В ролях
| Актёр        | Роль |
| ------------ | ---- |
| Джек Кушинг  |      |
| Майк Леонард |      |